# Dibranchus accinctus
Dibranchus accinctus är en fiskart som beskrevs av Bradbury, 1999. Dibranchus accinctus ingår i släktet Dibranchus och familjen Ogcocephalidae. Inga underarter finns listade i Catalogue of Life.